# El Perchel (métro léger de Malaga)
El Perchel est une station des lignes 1 et 2 du métro léger de Malaga.

## Situation sur le réseau
Sur la ligne 1, la station est située entre La Unión et Guadalmedina. Sur la ligne 2, elle est située après La Isla et avant le terminus nord de Guadalmedina.
Elle est établie dans le district Cruz de Humilladero.

## Histoire
La station ouvre au public le 30 juillet 2014, à l'occasion de l'inauguration du réseau du métro léger.

## Services aux voyageurs

### Accès et accueil
La station possède deux accès, chacun via un édicule équipé d'escaliers mécaniques et jouxté par un ascenseur : 
- Calle Explanada de la Estación
- Calle Roger de Flor.

### Intermodalité
El Perchel est en correspondance avec la gare de Malaga-María Zambrano, desservie par les TGV en provenance de Madrid et Barcelone ainsi que les Cercanías.